# Centralizm demokratyczny
Centralizm demokratyczny – zasada struktury organizacyjnej, działalności, kierownictwa partii marksistowsko-leninowskich, państwa socjalistycznego, zarządzania gospodarką socjalistyczną  .

## Centralizm demokratyczny w systemie rządzenia
Według ideologów radzieckich państwowy aparat władzy ludowej zbudowany był na zasadzie centralizmu demokratycznego. Centralizm demokratyczny oznacza kierowanie ogólnopaństwowymi sprawami z jednego ośrodka i podporządkowanie terenu władzy centralnej; towarzyszą temu wybieralność i obowiązek składania sprawozdań narodowi przez wszystkie organy władzy, szerokie przyciąganie mas ludowych do udziału w rządzeniu oraz pozostawianie samodzielności terenowi. 

Artykuł 3
Organizacja i działalność państwa radzieckiego jest zgodna z zasadą centralizmu demokratycznego: wybieralność wszystkich organów władzy państwowej od najniższych do najwyższych, ich odpowiedzialność przed narodem, mocy wiążącej decyzji organów nadrzędnych dla organów niższego szczebla. Centralizm demokratyczny łączy jednolite kierownictwo z inicjatywą twórczą, z odpowiedzialnością każdego organu państwowego i każdej osoby urzędowej za powierzoną sprawę.

Propaganda w ZSRR oświadczała, że centralizm demokratyczny zapewnia zharmonizowanie w interesie całego społeczeństwa centralnego kierowania państwem z rozwojem inicjatywy lokalnej, ze stałym wciąganiem ludzi pracy do rozwiązywania zagadnień ogólnych i lokalnych. Dlatego centralizm demokratyczny jest nie do pogodzenia z anarchizmem, negującym konieczność scentralizowanego kierowania państwem ani z centralnym biurokratyzmem, odsuwającym masy ludowe od kierowania państwem, dławiącym inicjatywę lokalną.

## Centralizm demokratyczny w strukturze partii
Interesy, które wyraża partia komunistyczna, nie są zwykłą sumą prywatnych interesów poszczególnych robotników lub ich grup. Zjednoczyć wszystkie siły, kierować je do jednego celu, łączyć rozproszone działania jednostek i grup robotników może tylko scentralizowane kierownictwo.

Bezwzględna centralizacja i najsurowsza karność w szeregach proletariatu - to jeden z podstawowych warunków zwycięstwa nad burżuazją.

Centralizm demokratyczny oznaczał:
- wybieralność wszystkich kierowniczych organów partii od dołu do góry;
- okresową sprawozdawczość partyjnych władz wobec organizacji partyjnych oraz wobec nadrzędnych instancji;
- ścisłą dyscyplinę partyjną i podporządkowanie się mniejszości większości;
- bezwzględnie obowiązujący charakter uchwał wyższych władz partyjnych dla władz niższych.

obowiązujące w KPZR zasady: 
- decyzje władz wyższych są bezwzględnie obowiązujące dla wszystkich władz niższych i dla członków,
- wszystkie uchwały zapadają wprawdzie kolektywnie w gremiach wybieralnych, jednakże pomiędzy zebraniami owych gremiów małe grupy przywódcze (wybrane ścisłe władze) rządzą absolutnie.

Oznacza to, że raz wybrane władze partyjne mogą w praktyce mieć całkowitą kontrolę nad wyborami - przygotowania do nich trwają właśnie w czasie, w którym nie odbywają się żadne obrady plenarne. W partii obowiązuje absolutny zakaz frakcyjności; oznacza to, że wykluczone jest powstanie jakiejkolwiek grupy (frakcji), reprezentującej zdanie odrębne od zdania kierownictwa. Centralizm demokratyczny to całkowity prymat władzy wykonawczej, w szczególności zaś stojących na jej czele jednostek.